# Frank Magri
Frank Magri, né le 4 septembre 1999 à Agen (France), est un footballeur international franco-camerounais qui évolue au poste d'avant-centre au Toulouse FC.

## Biographie

### En club
Frank Magri commence le football au sein de sa ville natale, au SU Agen, où il évolue jusqu'en U15. Il joue ensuite sous les couleurs du SA Mérignac durant une année avant d'être repéré et de signer au Angers SCO en 2014.
Il termine sa formation dans le Maine-et-Loire avant d'être intégré au sein de l'équipe réserve du club en 2017. Magri joue régulièrement et se montre efficace devant le but, mais ne convainc pas l'entraîneur de l'équipe première, Stéphane Moulin, de le faire jouer en Ligue 1. Le départ du coach angevin à l'été 2021 coïncide avec la signature de son premier contrat professionnel avec son club formateur, pour une durée d'une saison.
Malgré ce nouveau contrat, il n'entre pas dans les plans de Gérald Baticle au début de la saison 2021-2022. Après six saisons avec l'équipe réserve du SCO d'Angers, Magri s'engage en janvier 2022 avec le SC Bastia, qui évolue en Ligue 2. Un imbroglio autour de la véracité du contrat professionnel du joueur entraîne un litige entre les deux clubs, mais la LFP valide finalement le transfert fin janvier.
Il inscrit son premier but en Ligue 2 lors de sa deuxième titularisation avec le club corse lors d'un déplacement au Havre. Il apparaît régulièrement avec le SC Bastia, qui parvient à se maintenir en Ligue 2. La saison suivante, il se met rapidement en évidence avec trois buts inscrits lors des trois premières journées de championnat. Après une période plus contrastée, il réalise un excellent mois de mars avec cinq buts marqués en quatre journées de Ligue 2, et aide son club à rester à portée des équipes en lice pour la montée en Ligue 1. Il termine la saison à treize buts inscrits en championnat, et le SC Bastia termine quatrième de Ligue 2.
Le 21 juillet 2023, Magri signe un contrat de trois ans au Toulouse FC.

### En sélection
D'origine camerounaise par sa mère, Magri décide de représenter l'équipe du Cameroun et reçoit sa première convocation en octobre 2023. Rigobert Song l'appelle pour les deux matchs amicaux contre la Russie et le Sénégal. L'attaquant toulousain commente : « C'est avec une grande fierté que je défendrais mon pays d'origine et le pays natal de ma chère mère. Hâte de me battre comme un lion ».
Le 28 décembre 2023, il est retenu dans la liste des vingt-sept joueurs camerounais sélectionnés par Rigobert Song pour disputer la Coupe d'Afrique des nations 2023.

## Statistiques

### Par saison
| Saison                | Club                  | Championnat           | Championnat | Championnat | Championnat | Coupe nationale | Coupe nationale | Coupe nationale | Coupe de la Ligue | Coupe de la Ligue | Coupe de la Ligue | Supercoupe | Supercoupe | Supercoupe | Compétition(s) continentale(s) | Compétition(s) continentale(s) | Compétition(s) continentale(s) | Compétition(s) continentale(s) | Cameroun | Cameroun | Cameroun | Total | Total | Total |
| Saison                | Club                  | Division              | M.          | B.          | P.d.        | M.              | B.              | P.d.            | M.                | B.                | P.d.              | M.         | B.         | P.d.       | Comp.                          | M.                             | B.                             | P.d.                           | M.       | B.       | P.d.     | M.    | B.    | P.d.  |
| 2016-2017             | Angers SCO rés.       | CFA 2                 | 4           | 3           | 0           | -               | -               | -               | -                 | -                 | -                 | -          | -          | -          | -                              | -                              | -                              | -                              | -        | -        | -        | 4     | 3     | 0     |
| 2017-2018             | Angers SCO rés.       | National 3            | 9           | 2           | 0           | -               | -               | -               | -                 | -                 | -                 | -          | -          | -          | -                              | -                              | -                              | -                              | -        | -        | -        | 9     | 2     | 0     |
| 2018-2019             | Angers SCO rés.       | National 2            | 18          | 6           | 0           | -               | -               | -               | -                 | -                 | -                 | -          | -          | -          | -                              | -                              | -                              | -                              | -        | -        | -        | 18    | 6     | 0     |
| 2019-2020             | Angers SCO rés.       | National 2            | 17          | 6           | 0           | -               | -               | -               | -                 | -                 | -                 | -          | -          | -          | -                              | -                              | -                              | -                              | -        | -        | -        | 17    | 6     | 0     |
| 2020-2021             | Angers SCO rés.       | National 2            | 9           | 3           | 0           | -               | -               | -               | -                 | -                 | -                 | -          | -          | -          | -                              | -                              | -                              | -                              | -        | -        | -        | 9     | 3     | 0     |
| 2021-2022             | Angers SCO rés.       | National 2            | 13          | 6           | 2           | -               | -               | -               | -                 | -                 | -                 | -          | -          | -          | -                              | -                              | -                              | -                              | -        | -        | -        | 13    | 6     | 2     |
| Sous-total            | Sous-total            | Sous-total            | 70          | 26          | 2           | -               | -               | -               | -                 | -                 | -                 | -          | -          | -          | -                              | -                              | -                              | -                              | -        | -        | -        | 70    | 26    | 2     |
| 2021-2022             | SC Bastia             | Ligue 2               | 12          | 2           | 1           | -               | -               | -               | 3                 | 1                 | 0                 | -          | -          | -          | -                              | -                              | -                              | -                              | -        | -        | -        | 15    | 3     | 1     |
| 2022-2023             | SC Bastia             | Ligue 2               | 24          | 13          | 4           | 1               | 0               | 0               | -                 | -                 | -                 | -          | -          | -          | -                              | -                              | -                              | -                              | -        | -        | -        | 25    | 13    | 4     |
| Sous-total            | Sous-total            | Sous-total            | 36          | 15          | 5           | 1               | 0               | 0               | 3                 | 1                 | 0                 | -          | -          | -          | -                              | -                              | -                              | -                              | -        | -        | -        | 40    | 16    | 5     |
| 2023-2024             | Toulouse FC           | Ligue 1               | 29          | 5           | 2           | -               | -               | -               | -                 | -                 | -                 | 1          | 0          | 0          | C3                             | 8                              | 1                              | 0                              | 8        | 2        | 0        | 46    | 8     | 2     |
| 2024-2025             | Toulouse FC           | Ligue 1               | 31          | 5           | 1           | 3               | 0               | 0               | -                 | -                 | -                 | -          | -          | -          | -                              | -                              | -                              | -                              | 6        | 0        | 0        | 40    | 5     | 1     |
| 2025-2026             | Toulouse FC           | Ligue 1               | 1           | 0           | 0           | 0               | 0               | 0               | -                 | -                 | -                 | -          | -          | -          | -                              | -                              | -                              | -                              | 0        | 0        | 0        | 1     | 0     | 0     |
| Sous-total            | Sous-total            | Sous-total            | 61          | 10          | 3           | 3               | 0               | 0               | -                 | -                 | -                 | 1          | 0          | 0          | -                              | 8                              | 1                              | 0                              | 14       | 2        | 0        | 87    | 13    | 3     |
| Total sur la carrière | Total sur la carrière | Total sur la carrière | 167         | 51          | 10          | 4               | 0               | 0               | 3                 | 1                 | 0                 | 1          | 0          | 0          | -                              | 8                              | 1                              | 0                              | 14       | 2        | 0        | 197   | 55    | 10    |

### Buts en sélection
| Buts internationaux de Frank Magri | Buts internationaux de Frank Magri | Buts internationaux de Frank Magri      | Buts internationaux de Frank Magri | Buts internationaux de Frank Magri | Buts internationaux de Frank Magri | Buts internationaux de Frank Magri | Buts internationaux de Frank Magri |
|                                    | Date                               | Lieu                                    | Adversaire                         | Score                              | Résultat                           | Compétition                        | Sél.                               |
| ---------------------------------- | ---------------------------------- | --------------------------------------- | ---------------------------------- | ---------------------------------- | ---------------------------------- | ---------------------------------- | ---------------------------------- |
| 1.                                 | 17 novembre 2023                   | Stade de Japoma, Douala                 | Maurice                            | 3 - 0                              | 3 - 0                              | Match amical                       | 3e                                 |
| 2.                                 | 15 janvier 2024                    | Stade Charles-Konan-Banny, Yamoussoukro | Guinée                             | 1 - 1                              | 1 - 1                              | CAN 2023                           | 5e                                 |

## Palmarès

### En club
- Angers SCO rés.
  - Champion de France de National 3 en 2019

Avec le Toulouse FC, il est finaliste du Trophée des champions en 2023.